# Formazioni di Superliqa azera di pallavolo femminile 2012-2013
Formazioni delle squadre di pallavolo partecipanti alla stagione 2012-2013 del campionato di Superliqa azera.

## Azərreyl
| N° | Nome                                     | Ruolo | Data di nascita               | Nazionalità sportiva |
| -- | ---------------------------------------- | ----- | ----------------------------- | -------------------- |
| -  | Alessandro Chiappini Aleksandr Červjakov | All   | 31 gennaio 1969 8 agosto 1957 | Italia Azerbaigian   |
| 1  | Sara Anzanello                           | C     | 30 luglio 1980                | Italia               |
| 2  | Manon Flier                              | S/O   | 8 febbraio 1984               | Paesi Bassi          |
| 3  | Ksenija Kovalenko                        | C     | 21 novembre 1986              | Azerbaigian          |
| 4  | Oksana Parchomenko                       | P     | 28 dicembre 1984              | Azerbaigian          |
| 5  | Arielle Wilson                           | C     | 3 gennaio 1989                | Stati Uniti          |
| 6  | Indre Sorokaite                          | S     | 2 luglio 1988                 | Italia               |
| 7  | Luna Carocci                             | L     | 10 luglio 1988                | Italia               |
| 8  | Tina Lipicer                             | S     | 9 ottobre 1979                | Slovenia             |
| 9  | Milena Sadurek                           | P     | 18 ottobre 1984               | Polonia              |
| 10 | Riikka Lehtonen                          | S     | 24 luglio 1979                | Finlandia            |
| 11 | Megan Hodge                              | S     | 15 ottobre 1988               | Stati Uniti          |
| 12 | Valeriya Korotenko                       | L     | 29 gennaio 1984               | Azerbaigian          |
| 14 | Caroline Wensink                         | C     | 4 agosto 1984                 | Paesi Bassi          |
| 15 | Ülkər Kərimova                           | S     | 1º gennaio 1994               | Azerbaigian          |
| 16 | Debby Stam                               | S     | 24 luglio 1984                | Paesi Bassi          |
| 17 | Polina Rəhimova                          | S/O   | 5 giugno 1990                 | Azerbaigian          |
| 18 | Ana Grbac                                | P     | 23 marzo 1988                 | Croazia              |

## Azəryol
| N° | Nome                             | Ruolo | Data di nascita   | Nazionalità sportiva |
| -- | -------------------------------- | ----- | ----------------- | -------------------- |
| -  | Aleksandr Červjakov Vüqar Aliyev | All   | 8 agosto 1957 -   | Azerbaigian          |
| 1  | Darya Zamanova                   | S     | 30 aprile 1987    | Azerbaigian          |
| 2  | Vendula Adlerová                 | S     | 24 aprile 1984    | Rep. Ceca            |
| 3  | Anastasija Artem'eva             | S     | 4 dicembre 1989   | Azerbaigian          |
| 4  | Yuliya Pshenichnikh              | C     | 8 agosto 1996     | Azerbaigian          |
| 4  | Yusidey Silié                    | P     | 11 novembre 1984  | Cuba                 |
| 5  | Odina Əliyeva                    | S     | 22 maggio 1990    | Azerbaigian          |
| 6  | Hiroko Matsuura                  | P     | 15 luglio 1990    | Giappone             |
| 7  | Elena Parchomenko                | C     | 9 novembre 1982   | Azerbaigian          |
| 8  | Natavan Gasimova                 | P     | 8 luglio 1985     | Azerbaigian          |
| 9  | Jennifer Joines                  | C     | 23 novembre 1982  | Stati Uniti          |
| 10 | Akiko Ino                        | L     | 28 settembre 1986 | Giappone             |
| 11 | Ol'ga Elgardt                    | S     | 4 marzo 1987      | Russia               |
| 14 | Kseniya Pavlenko                 | S     | 30 agosto 1993    | Azerbaigian          |
| 15 | Aynur Kərimova                   | C     | 7 dicembre 1988   | Azerbaigian          |
| 16 | Oksana Kiselyova                 | L     | 30 maggio 1992    | Azerbaigian          |
| 18 | Gwendolyn Rucker                 | C     | 28 aprile 1990    | Stati Uniti          |

## İqtisadçı
| N° | Nome                                           | Ruolo | Data di nascita              | Nazionalità sportiva |
| -- | ---------------------------------------------- | ----- | ---------------------------- | -------------------- |
| -  | Bülent Karslıoğlu Kiattipong Radchatagriengkai | All   | 2 aprile 1972 17 luglio 1966 | Turchia Thailandia   |
| 1  | Wanna Buakaew                                  | L     | 2 gennaio 1981               | Thailandia           |
| 3  | Lauren Paolini                                 | C     | 22 agosto 1987               | Stati Uniti          |
| 4  | Caroline Gattaz                                | C     | 27 luglio 1981               | Brasile              |
| 5  | Pleumjit Thinkaow                              | C     | 9 novembre 1983              | Thailandia           |
| 6  | Onuma Sittirak                                 | S     | 13 giugno 1986               | Thailandia           |
| 7  | Indira Abdullayeva                             | L     | 20 marzo 1989                | Azerbaigian          |
| 8  | Niverka Marte                                  | P     | 19 ottobre 1990              | Rep. Dominicana      |
| 9  | Paola Ampudia                                  | S     | 5 agosto 1988                | Colombia             |
| 9  | Dayesi Maso                                    | S/O   | 4 aprile 1990                | Cuba                 |
| 10 | Wilavan Apinyapong                             | S     | 6 giugno 1984                | Thailandia           |
| 11 | Amporn Hyapha                                  | C     | 19 maggio 1985               | Thailandia           |
| 12 | Nancy Meendering                               | S/O   | 18 novembre 1978             | Stati Uniti          |
| 13 | Nootsara Tomkom                                | P     | 7 luglio 1985                | Thailandia           |
| 15 | Malika Kanthong                                | S/O   | 8 gennaio 1987               | Thailandia           |
| 16 | Nadežda Sak                                    | C     | 22 novembre 1982             | Russia               |
| 18 | Daimí Ramírez                                  | S/O   | 3 ottobre 1983               | Cuba                 |

## Lokomotiv Baku
| N° | Nome                            | Ruolo | Data di nascita             | Nazionalità sportiva |
| -- | ------------------------------- | ----- | --------------------------- | -------------------- |
| -  | Petr Chil'ko Giuseppe Cuccarini | All   | 4 luglio 1965 29 marzo 1958 | Bielorussia Italia   |
| 1  | Diana Nenova                    | P     | 16 aprile 1985              | Bulgaria             |
| 2  | Ol'ga Pal'čevskaja              | P     | 21 novembre 1986            | Bielorussia          |
| 3  | Marija Filipova                 | L     | 10 settembre 1972           | Bulgaria             |
| 4  | Aneta Havlíčková                | S/O   | 3 luglio 1987               | Rep. Ceca            |
| 5  | Vera Klimovič                   | C     | 29 aprile 1988              | Bielorussia          |
| 7  | Tamari Miyashiro                | L     | 8 luglio 1987               | Stati Uniti          |
| 8  | Maret Grothues                  | S     | 16 settembre 1988           | Paesi Bassi          |
| 9  | Corina Ssuschke                 | C     | 5 maggio 1983               | Germania             |
| 10 | Tatiana Artmenko                | S     | 2 settembre 1976            | Israele              |
| 11 | Mari Mendes                     | S/O   | 13 gennaio 1984             | Brasile              |
| 12 | Michaela Hasalíková             | C     | 18 aprile 1984              | Rep. Ceca            |
| 14 | Magdalena Saad                  | L     | 14 maggio 1985              | Polonia              |
| 15 | Mary Spicer                     | P     | 3 luglio 1987               | Stati Uniti          |
| 16 | Aleksandra Samoylova            | S     | 9 giugno 1987               | Russia               |
| 17 | Juliana Costa                   | S     | 9 maggio 1982               | Brasile              |
| 18 | Julija Andruška                 | O     | 5 luglio 1985               | Russia               |

## Lokomotiv Biləcəri
| N° | Nome               | Ruolo | Data di nascita   | Nazionalità sportiva |
| -- | ------------------ | ----- | ----------------- | -------------------- |
| -  | John Nicolakis     | All   |                   | Grecia               |
| 3  | Anita Bredis       | P     | 27 gennaio 1992   | Azerbaigian          |
| 4  | Anna Kudakova      | C     | 23 gennaio 1988   | Ucraina              |
| 6  | Ayşən Əbdüləzimova | C     | 11 aprile 1993    | Azerbaigian          |
| 7  | Julija Makarenko   | S     | 26 settembre 1992 | Russia               |
| 8  | Lala Baghiyeva     | L     | 13 gennaio 1986   | Azerbaigian          |
| 10 | Olena Yakimchuk    | S     |                   |                      |
| 11 | Ekaterina Jidkova  | S/O   | 28 settembre 1989 | Azerbaigian          |
| 12 | Irina Makarenko    | P     | 26 settembre 1992 | Russia               |
| 15 | Anna Popova        | S     | 11 febbraio 1990  | Russia               |
| 16 | Elina Abbasova     | L     | 16 giugno 1982    | Azerbaigian          |
| ?  | Yunieska Robles    | S/O   | 21 marzo 1993     | Cuba                 |

## Rabitə Baku
| N° | Nome                  | Ruolo | Data di nascita   | Nazionalità sportiva |
| -- | --------------------- | ----- | ----------------- | -------------------- |
| -  | Marcello Abbondanza   | All   | 24 agosto 1970    | Italia               |
| 1  | Dobriana Rabadžieva   | S     | 14 giugno 1991    | Bulgaria             |
| 2  | Angelina Grün         | S     | 2 dicembre 1979   | Germania             |
| 3  | Katarzyna Skorupa     | P     | 16 settembre 1984 | Polonia              |
| 5  | Nataša Krsmanović     | C     | 19 giugno 1985    | Serbia               |
| 7  | Madelaynne Montaño    | S/O   | 6 gennaio 1983    | Colombia             |
| 8  | Áurea Cruz            | S     | 10 gennaio 1982   | Porto Rico           |
| 9  | Brenda Castillo       | L     | 5 giugno 1992     | Rep. Dominicana      |
| 10 | Oleksandra Fomina     | L     | 4 maggio 1975     | Ucraina              |
| 11 | Kacjaryna Zakreŭskaja | S     | 29 settembre 1986 | Bielorussia          |
| 12 | Mira Golubović        | C     | 15 ottobre 1976   | Serbia               |
| 15 | Sanja Starović        | S/O   | 25 marzo 1983     | Serbia               |
| 16 | Foluke Akinradewo     | C     | 5 ottobre 1987    | Stati Uniti          |
| 17 | Iryna Žukova          | P     | 22 novembre 1974  | Ucraina              |
| 18 | Suzana Ćebić          | L     | 9 novembre 1984   | Serbia               |

## Telekom Baku
| N° | Nome                 | Ruolo | Data di nascita  | Nazionalità sportiva |
| -- | -------------------- | ----- | ---------------- | -------------------- |
| -  | Viktor Perebejnos    | All   | -                | Ucraina              |
| 1  | Elina Heber          | S     | -                | Ucraina              |
| 2  | Jana Dorošenko       | P     | 5 luglio 1994    | Ucraina              |
| 3  | Jelyzaveta Ruban     | S     | 3 marzo 1995     | Ucraina              |
| 4  | Francesca Giogoli    | P     | 20 marzo 1983    | Italia               |
| 5  | ? Latifova           | -     | -                | -                    |
| 6  | Kateryna Kazbanova   | S     | 6 ottobre 1990   | Ucraina              |
| 7  | Arina Bachramova     | L     | 12 luglio 1988   | Ucraina              |
| 8  | Kryscina Besman      | P     | 13 febbraio 1996 | Bielorussia          |
| 10 | Margarita Stafanenko | S/O   | -                | Ucraina              |
| 11 | Olena Charčenko      | C     | -                | Ucraina              |
| 12 | Hristina Ruseva      | C     | 1º ottobre 1991  | Bulgaria             |
| 13 | Bohdana Anisova      | S     | 16 marzo 1992    | Ucraina              |
| 16 | Dominique Olowolafe  | S/O   | 9 gennaio 1989   | Stati Uniti          |